# Leuconotopicus stricklandi
El pico de Strickland (Leuconotopicus stricklandi) es una especie de ave piciforme de la familia Picidae (pájaros carpinteros) de tamaño mediano endémica de México. Anteriormente el pico de Arizona era considerado la subespecie del norte de esta ave hasta que en el suplemento N° 42 de la lista de control de la American Ornithologists Union, fue oficialmente separado en dos especies separadas. 
Su nombre hace honor al científico británico Hugh Edwin Strickland.

## Distribución y hábitat
El pico de Strickland habita en una estrecha franja que recorre l zona central de México de este a oeste desde Michoacán hasta Veracruz.
Son aves silenciosas y tímidas, siendo relativamente común en la limitada zona en la que habitan, por lo general se los encuentra en bosques de pino y plantaciones mixtas de pino y roble en elevaciones entre 1100 a 1800 m.

## Descripción
Mide de 18 a 20 cm de largo, y los colores preponderantes de su plumaje son el marrón y el blanco. Su parte superior es marrón con grupas oscuras y sus partes inferiores son blancas con numerosas pintas marrones. Por lo general tienen tres franjas blancas en las alas, y dos franjas blancas en su cara que se unen con otra franja blanca en su cuello. Los machos tienen una mancha roja en la nuca, característica ausente en las hembras.
Su nido es una cavidad excavada en el tronco de un árbol muerto. La hembra pone 3 a 4 huevos sobre una cama de viruta de madera.